# Птолемеј Апион
Птолемеј Апион или просто Апион (грч. Πτολεμαῖος Ἀπίων, између 150. и 145. - 96. п. н. е.) био је последњи хеленистички краљ Киренаике (данашње Либије). Био је представник династије Птолемејида.
Био је најстарији син Птолемеја VIII Фискона који га је добио из везе са конкубином Ирином. Према Јосифу Флавију њено име је било Итака. За време владавине Египтом Птолемеја VI Филометора, Птолемеј Фискон је управљао Киренаиком. Од 150. до 127. Ирина је била љубавница Птолемеја VIII. Највероватније је била домородачког порекла из Киренаике, а Апионово друго име можда упућујена њено порекло.
Птолемеј Апион је од 145, када је његов отац постао краљ Египта, одгајан на владарском двору у Александрији. Међутим, није добијао владарске титуле које су га могле предодредити за владавину Египтом. Када је 116. п. н. е. Птолемеј VIII умро, тестаментом је одредио да власт над Киреном добије Апион. Иако је Птолемеј Апион наследио власт над Киренаиком без потреса, о његовој владавини се готово ништа и не зна. Није се женио и није имао потомства. Када је преминуо 96. п. н. е. његова краљевина је, у складу са тестаментом, припала Римској републици. Изгледа да је и Птолемеј Фискон планирао исто то у случају смрти Птолемеја Апиона.
Временом су владарске поседе у Киренаики заузели локални становници који су, у 1. веку наше ере, легализовали своје власништво над овим земљиштем захваљујући римском цару Нерону.